# Památky Černovské tragédie
Soubor památek Černovské tragédie roku 1907 v Ružomberku – Černové, je připomínkou na krvavý masakr, který se odehrál 27. října 1907. Tato událost se nazývá také Černovská tragédie. Mezi památky patří Římskokatolický kostel Panny Marie Růžencové, památné místo Černovskej masakry – pomník a hřbitov Černová a rodný dům Andreje Hlinky. Za národní kulturní památky byly vyhlášeny nařízením vlády Slovenské republiky 299/1991 Sb. z 11. června 1991.

## Římskokatolický kostel Panny Marie Růžencové

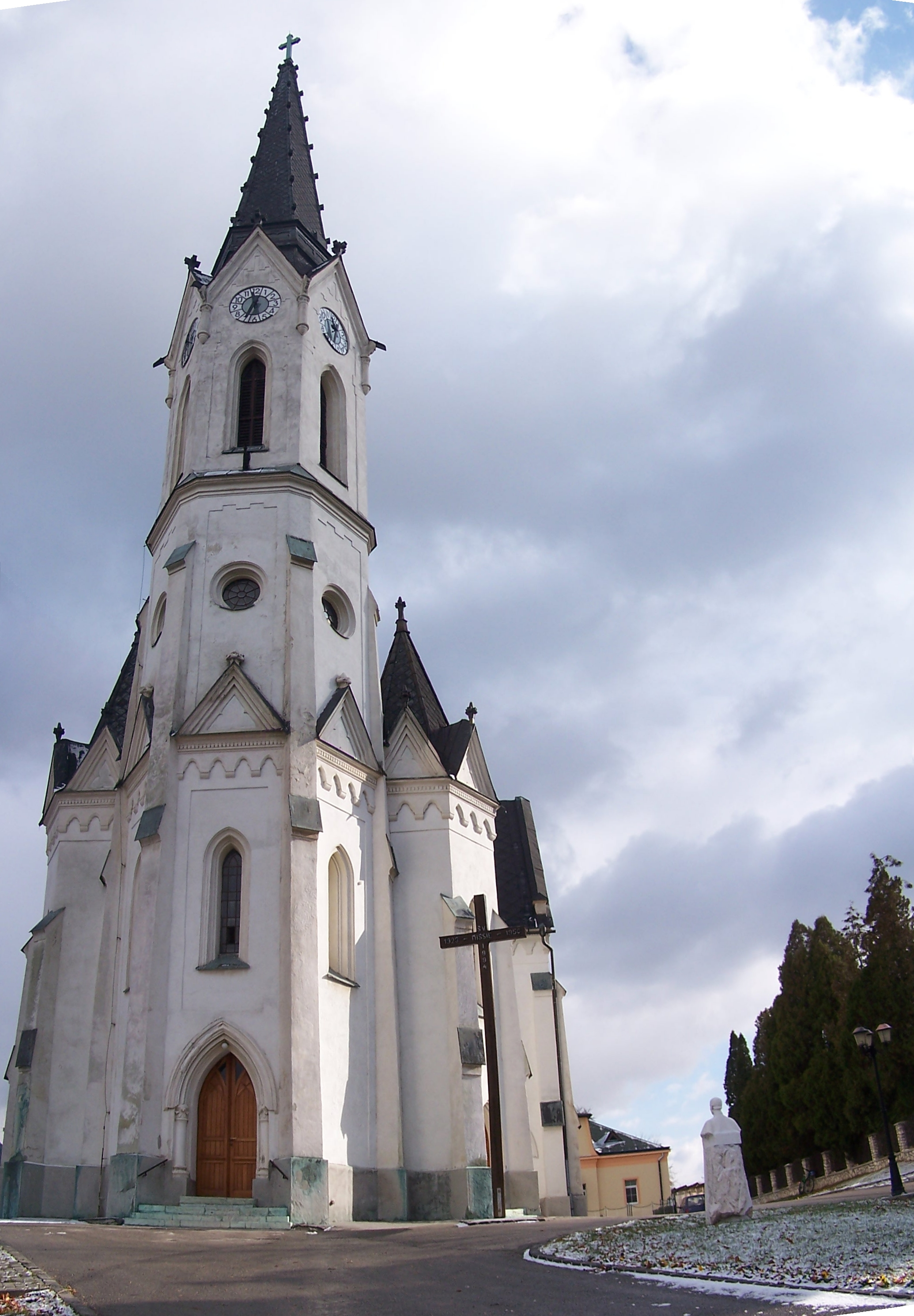
Římskokatolický kostel Panny Marie Růžencové v Černové

Kostel je evidován v registru nemovitých NKP pod číslem ÚZPF 370/1. Je to novogotická stavba ukončena v roce 1907 podle návrhu architekta Milana Michala Harmince z iniciativy černovského rodáka Andreje Hlinky vyhlášené roku 1905. Sbírka na stavbu byla provedena mezi obyvateli Černové.

## Pamětní místo Černovské tragédie
Nachází se při vstupu do Černové, na dolním konci ulice A. Hlinky. Na kulturním domě, na ulici Andreje Hlinky 1, je pamětní deska připomínající tuto událost.. V seznamu nemovitých kulturních památek je evidována pod č. 10541/1 

## Pomník obětem Černovské tragédie na hřbitově
Připomínkou obětí střelby do obyvatel Černové je památník na hřbitově. Jsou na něm jména 15 obětí. Památník byl odhalen v den 25. výročí této události za přítomnosti Andreje Hlinky, Milana Hodži, zástupců Slovenské ligy amerických Slovákov a i věřících z Polska. Autory projektu byli Miroslav Motoška a Juraj Sládek. V registru nemovitých kulturních památek je registrován pod č. 417/1. 
Oběti střelby: 
| vlevo od kříže - Jozef Lejka 55r. - Jozef Lajčiak 54r. - Jozef Hlinka 50r. - Pavel Janči 49r. - Michal Polévka 43r. - Jozef Fulla 42r. - Ondrej Sulík Kučera 39r. - Jozef Demko 35r. | vpravo od kříže - Katarína Demková r. Houbová 35r. - ondrej Uhrina 28r. - Terezie Demková r. Jeleníková 28r. - Ignác Janček 25r. - Karol Otiepka 25r. - Rozália Fágová 15r. - Antónia Otiepková 15r. |

## Rodný dům Andreje Hlinky v Černové
Je domem ve kterém se narodil Andrej Hlinka v rodině pltníka. Nacházejí se v něm předměty připomínající tohoto významného rodáka z Černové. Jsou to i: rybářský prut, kněžská roucha a nábytek mezi kterým žil.
Ján Čarnogurský daroval u příležitosti oslav 100. výročí narození A. Hlinku jeho posmrtnou masku. Ta byla vyhotovena sochařem Fraňo Štefunkem, podarovaná Karolovi Sidorovi, který ji daroval otci J. Čarnogurského.  Kopie se nachází v Liptovském muzeu.